# ヴァーロシュリゲット

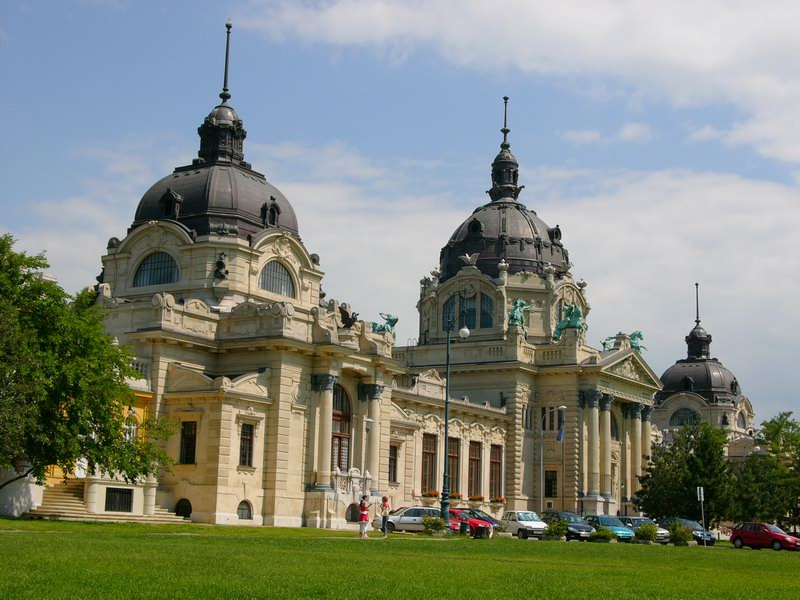
セーチェーニ温泉

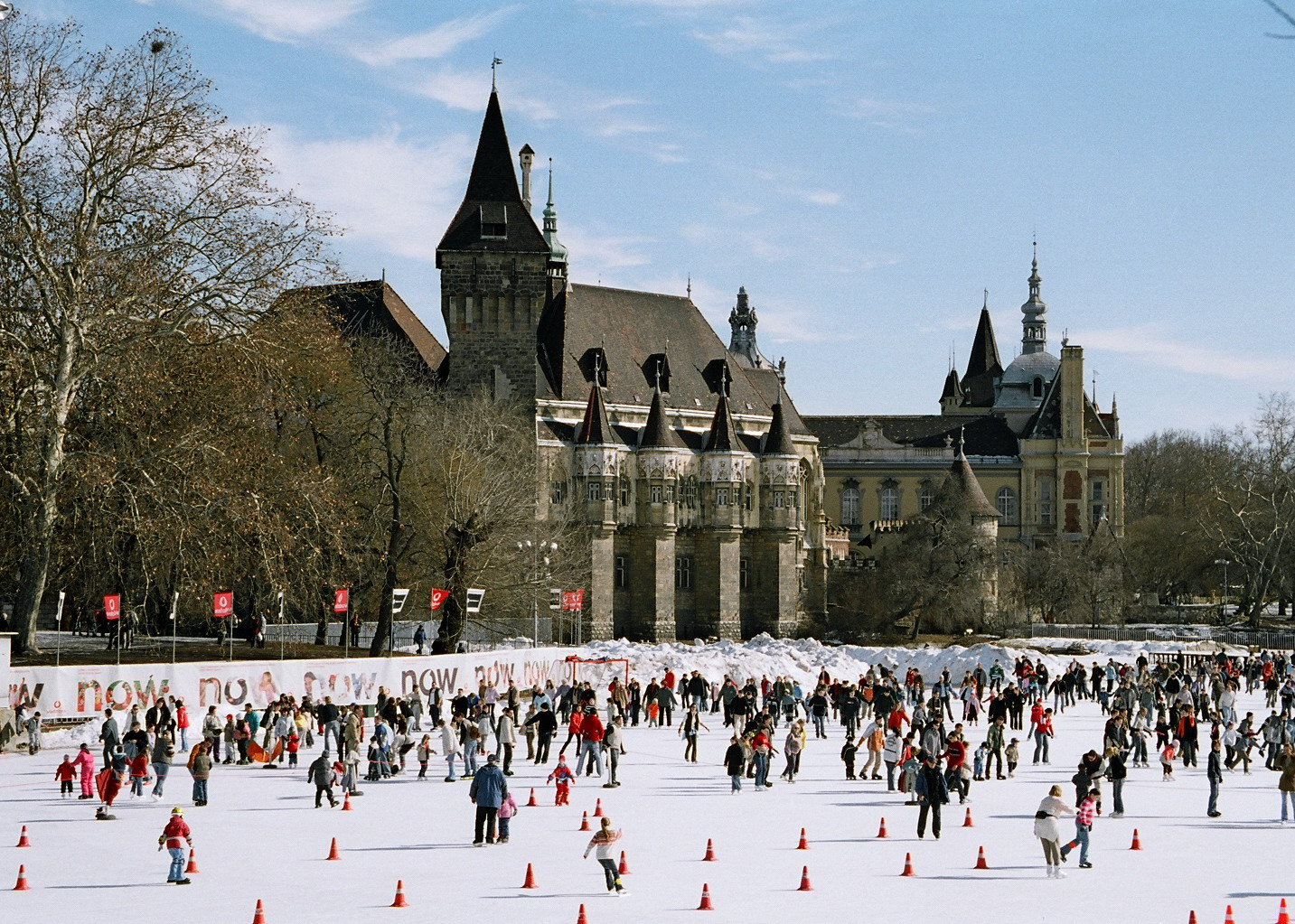
ヴォイダフニャッド城を背景に臨むスケートリンク

ヴァーロシュリゲット（ハンガリー語: Városliget、ドイツ語: Stadtwäldchen、市民公園の意）とは、ハンガリーブダペスト14区にある302エーカー、つまり1.2 km²、0.9マイル×0.6マイル、つまり1.4km×0.9kmの長方形型の公園である。入口としては世界遺産のブダペストのドナウ河岸とブダ城地区およびアンドラーシ通りにも登録されている英雄広場が著名である。
|  | 1. – グンデル（レストラン） 2. – ブダペスト動植物園 3. – ブダペスト大サーカス 4. – 娯楽施設 5. – セーチェーニ温泉 6. – ヴォイダフニャッド城 7. – ペテーフィ・チャルノク （ホール） 8. – ブダペスト交通博物館 9. – 英雄広場 10. – ブダペスト西洋美術館 11. – ブダペスト現代美術館 |

## 名称
この地域はかつてエケール・デュレと呼ばれていた。この名前は1241年の文献に初出している。18世紀半ばにはこの地域はドイツ語でオヒセンリエドと呼ばれるようになった。またこの頃、公式名称はバッチャーニ・エルデ（バッチャーニの森の意）に変わった。初めの木々は歩道に沿って1751年に植えられ、それ以降19世紀初頭まで公園としての造成が為された。そして、現在の名前であるヴァーロシュリゲット（市民公園）になり、世界初の公園になるに至った。

## 歴史
この地域では1751年に植樹が始まり、次第に公園として整備されていった。そして、1896年の記念式典に際して周辺のアンドラーシ通りやブダペスト地下鉄1号線、ナジケルートが整備された。

## スポーツ
ヴァーロシュリゲットはヨーロッパ最大のアイススケート場を有しており、バンディのハンガリー国内に於ける中心となっている。2004年のバンディワールドカップではBグループがこの地を用い2007年のそれでも同様に用いられたまた、ヴァーロシュリゲットは世界でも知られるセーチェーニ温泉も存在する場所である。
それ以外にもかつてはモータースポーツが1950年代には行われていたが、1985年に市によって排除された。